# Генріх Бютефіш
Генріх Август Вільгельм Бютефіш (нім. Heinrich Wilhelm August Bütefisch; 24 лютого 1894, Ганновер, Прусське королівство, Німецька імперія — 13 серпня 1969, Ессен, Дюссельдорф, Північний Рейн-Вестфалія, ФРН) — німецький хімік, член правління компанії IG Farben. Доктор наук (1920). Лідер воєнної економіки (1938). Член кола друзів рейхсфюрера СС, почесний оберштурмбаннфюрер СС (1939). Кавалер Лицарського Хреста Воєнних заслуг.

## Біографія
Син вчителя. В 1911 році почав вивчати хімію у Вищій технічній школі Ганновера, проте не завершив навчання після Першої світової війни, оскільки пішов добровольцем на фронт. В 1920 році почав працювати на аміачному заводі BASF в Мерзенбурзі з 1925 року — керівник відділу, з 1927 року — довірений представник.
З 1930 року — керівник заводу IG Farben в Лойні. З 1936 року — заступник Карла Крауха, відповідав за виконання чоторьохлітнього плану Германа Герінга з виробництва нафти. В 1937 році вступив у НСДАП (квиток № 5 771 136). З 1938 року — член Технічної ради Німеччини. З 1939 року — член Леопольдини.
З 1941 року — керівник паливного заводу IG Farben, розташованого на території концтабору Аушвіц, несе відповідальність за жорстоке поводження із в'язнями-робітниками заводу.
В 1945 році заарештований американськими військами. На Нюрнберзькому процесі у справі правління IG Farben (США проти Карла Крауха) був засуджений 6 років позбавлення волі за жорстоке поводження із в'язнями. Відбував покарання у в'язниці Ландсберга. В 1951 році звільнений.
Після звільнення Бютефіш став членом консультативної ради деяких фірм, серед них — Ruhrchemie AG, Gasolin AG и Feldmühle. Виступав свідком на Першому процесі Аушвіца (1963—1965), який проходив у Франкфурті.

## Нагороди
- Залізний хрест 2-го і 1-го класу
- Почесний хрест ветерана війни з мечами
- Лідер воєнної економіки (1938)
- Хрест Воєнних заслуг 2-го і 1-го класу
- Лицарський хрест Хреста Воєнних заслуг (10 лютого 1944)

В березні 1964 року за заслуги під час роботи в консультативній раді Ruhrchemie AG президент Генріх Любке нагородив Бютефіша командорським хрестом ордена «За заслуги перед Федеративною Республікою Німеччина», однак через декілька днів нагорода була відкликана через протести громадськості. Це був перший випадок позбавлення нагороди в історії ордена.